# Castelldefels
Castelldefels (em catalão e oficialmente) ou Casteldefels (em castelhano)  é um município da Espanha na comarca de Baix Llobregat, província de Barcelona, comunidade autónoma da Catalunha. Tem 12,8 km² de área e em 2021 tinha 67 226 habitantes (densidade: 5 252 hab./km²).